# Idżma
Idżma (arab. إجماع – dosł.: jednomyślne postanowienie) – zgodna opinia uczonych muzułmańskich w określonej kwestii prawa lub teologii, jedno z czterech podstawowych źródeł prawa muzułmańskiego.
Tradycyjnie stworzenie koncepcji idżmy, podobnie jak idei czterech źródeł prawa muzułmańskiego (oprócz idżmy Koranu, sunny i kijasu) przypisuje się Asz-Szafi’iemu (zm. 820), uważanemu za "największego reformatora i systematyka prawa muzułmańskiego". Koncepcja idżmy opiera się na idei, że najpobożniejsi i najbardziej uczeni członkowie ummy nie mogą działać w sposób niezgodny z wolą Boga. Idżma nie może pozostawać w sprzeczności z Koranem i sunną, jest zatem mniej ważnym niż te dwa naczelne źródłem prawa. Rozróżnia się m.in. idżmę polegającą na zgodzie wszystkich prawników (Iğmāʿ muţlaq) lub zgodę jakiejś ich grupy (Iğmāʿ mud.āf). Każda ze szkół prawa inaczej określa jaki rodzaj idżmy jest brany pod uwagę. W najszerszym zakresie idżmą posługują się hanafici. Wahhabici uznają jedynie idżmę pomiędzy towarzyszami Proroka. Szyici w ogóle nie uznają idżmy.